# Pour It Up
„Pour It Up“ je píseň barbadoské zpěvačky Rihanny. Původně vyšla v listopadu 2012 jako součást alba Unapologetic. Dne 8. ledna 2013 vyšla také jako třetí singl z desky. V hitparádě Billboard Hot 100 se singl umístil nejlépe na devatenácté příčce. V říjnu 2013 byl k písni představen také videoklip. Jde o trapovou píseň s minimalistickým hiphopovým beatem.